# Усть-Ягьё
Усть-Ягьё — село в Балейском районе Забайкальского края России. Входит в состав сельского поселения «Жидкинское».

## География
Село находится в северо-восточной части района, на правом берегу реки Ягьё, к югу от реки Унды, на расстоянии примерно 39 километров (по прямой) к северо-востоку от города Балей. Абсолютная высота — 647 метров над уровнем моря. К востоку от населённого пункта проходит автодорога 76К-009.
Климат
Климат характеризуется как резко континентальный с продолжительной холодной малоснежной зимой. Абсолютный минимум температуры воздуха самого холодного месяца (января) составляет −45,5 °C; абсолютный максимум самого тёплого месяца (июля) — 39,2 °C. Среднегодовое количество атмосферных осадков составляет 308,3 мм.
Часовой пояс
Село Усть-Ягьё находится в часовой зоне МСК+6. Смещение применяемого времени относительно UTC составляет +9:00.

## История
Основано в 1780 году.
В 1820-е годы относилась к Ундинской волости, вошедшей в 1851 году в Читинский уезд. К 1920-м годам вошла в состав Житкинской волости.

## Население
| 1989 | 2002 | 2010 | 2021 |
| ---- | ---- | ---- | ---- |
| 109  | ↘92  | ↘75  | ↘46  |

Половой состав
По данным Всероссийской переписи населения 2010 года в гендерной структуре населения мужчины составляли 49,3 %, женщины — соответственно 50,7 %.
Национальный состав
Согласно результатам переписи 2002 года, в национальной структуре населения русские составляли 100 % из 92 чел.

## Инфраструктура
В селе функционируют фельдшерско-акушерский пункт и сельский клуб.

## Улицы
Уличная сеть села состоит из пяти улиц.